# Honda CMX450 Rebel
La Honda CMX450 "Rebel" es una motocicleta crucera fabricada por Honda durante los años 1986 y 1987. Porta un motor de dos cilindros en línea de 447.00 cc (27.28 pulgadas cúbicas) que continúa la línea de desarrollo del anterior motor CM400. Se ha considerado que Honda desarrolló la Rebel 250 y la Rebel 450 como parte de una estrategia para atraer al público femenino y a los principiantes a la conducción de motocicletas, ya que tienen alturas bajas de asiento, centro de gravedad bajo y sencillez de manejo; sin embargo la revista 'Motorcyclist magazine' en su número de septiembre de 1985, afirma que Honda enfocó esas motocicletas específicamente hacia el público juvenil y no necesariamente al mercado femenino, aun cuando tuvo gran aceptación en esta franja de consumo debido al carácter compacto de su diseño, a su elevada maniobrabilidad y a la buena relación entre peso y potencia: "by targeting the bike to a young audience, such as those who watch MTV, Honda hopes to attract newcomers and expand the motorcycle market ... Honda is not marketing this motorcycle as a woman's bike".

## Características
Freno delantero de disco simple y trasero de tambor. Un solo medidor en el manubrio para la medición de la velocidad y con las recomendaciones de engranes según la velocidad incluidas. No tiene tacómetro. Tiene caja de 6 velocidades con cambio en el pedal izquierdo en configuración de 1ª abajo y de 2ª a 6ª hacia arriba. La sexta velocidad es solo un sistema de overdrive. El sistema de arranque es eléctrico (no cuenta con pedal para arranque manual).